# کلوستریدیوم چائووئی
کلوستریدیوم چائووئی (نام علمی: Clostridium chauvoei) نام یک گونه از سرده کلوستریدیوم است.
این باکتری عامل بیماری شاربون علامتی یابلک لگ می‌باشد. یک بیماری حاد و توسمیک می‌باشد که عمدتاً در گاو اتفاق می‌افتد.
۲ نوع شاربون علامتی داریم:
1. حقیقی که در گاو است.
2. کاذب که در گوسفند است که در این مورد فقط کلستریدیوم شوای در آن دخالت نداشته و عوامل دیگر نیز در آن دخیل هستند.

## چرخهٔ زندگی
میکروب از خاک از طریق علوفه وارد دستگاه گوارش گاو شده و خودش را به کبد و عضلات می‌رساند(ممکن است گاو هیچ علامتی از خود نشان ندهد). علایم زمانی مشخص می‌شود که حادثه‌ای برای این عضلات به وجود آید، که زمینه را برای اینکه اسپور تبدیل به شکل رویانی شود را فراهم می‌کند.

## انواع توکسین
1. آلفا توکسین: خاصیت همولیتیک، نوروتوکسیک و درمونکروتوکسیک دارد.
2. بتا توکسین :تخریب هستهٔ سلول‌های عضلانی
3. گاما توکیسین
4. دلتا توکسین: یک همولیزین قوی